# 坭藤
坭藤（学名：Sindechites chinensis）是夹竹桃科毛药藤属的植物，为中国的特有植物。分布于中国大陆的海南等地，生长于海拔100米至800米的地区，见于低海拔至中海拔山地密林中或溪边灌木丛中，目前尚未由人工引种栽培。